# HC Sparta Praag
HC Sparta Praag is een Tsjechische ijshockeyclub, uitkomend in de Extraliga, de hoogste divisie van het land. De thuiswedstrijden van de club worden gespeeld in de O₂ arena. 
De grote rivaal van de in 1903 opgerichte club is het andere Praagse team in de Extraliga, HC Slavia Praag. Josef Jandač werd in november 2012 aangesteld als coach. 

## Landskampioenschappen

### Van Tsjecho-Slowakije
- Seizoen 1952-1953
- Seizoen 1953-1954
- Seizoen 1989-1990
- Seizoen 1992-1993

### Van Tsjechië
- Seizoen 1999-2000
- Seizoen 2001-2002
- Seizoen 2005-2006
- Seizoen 2006-2007

## (Oud-)Spelers
- František Tikal